# Севастопольський художній музей імені Михайла Крошицького
Севасто́польський худо́жній музе́й імені Михайла Крошицького — художній музей розташований у місті Севастополі в будівлі на проспекті Нахімова, № 9. Відкритий, як картинна галерея 6 листопада 1927 року. Нині колеція нараховує понад 10 000 творів живопису, графіки, скульптури, декоративно-ужиткового мистецтва, створених протягом XVI—XXI століть. У залах музею регулярно проводяться виставки та різноманітні культурні заходи.

## Історія
Ідея створення художньої галереї у Севастополі вперше була висловлена у вересні 1924 року на ІІІ Кримській конференції музейних працівників. Вже у січні 1925 року до Криму із Москви та Ленінграда з Державних музейних фондів Головного управління науковими, науково-мистецькими та музейними установами було доставлено 92 картини російських живописців. Це були полотна із колишніх широко відомих приватних зібрань підприємців, купців, громадських діячів Кузьми Солдатенкова, Івана Морозова і Маргарити Морозової, Ісаджана Ісаджанова, Аркадія Руманова та інших. Проте приміщення для розміщення експонатів було знайдене лише влітку 1927 року. Ним стала двоповерхова будівля колишнього кінотеатру «Лотос», яка знаходилася праворуч нинішньої будівлі музею.
Колекція галереї сформувалася на базі зібрання Ялтинського художнього музею із мистецьких скарбів, націоналізованих у 1920 році на території Південного узбережжя Криму із садиб, дач і палаців вельмож та капіталістів. Першим директором був призначений Анатолій Григорович Коренєв, організатор та керівник Ялтинського художнього музею. Він підготував і 1931 року опублікував каталог-путіник галереї. Протягом 1927—1929 років науковим спіробітником галереї був Михайло Крошицький, який змінив свого попередника на посту директора у грудні 1939 року.

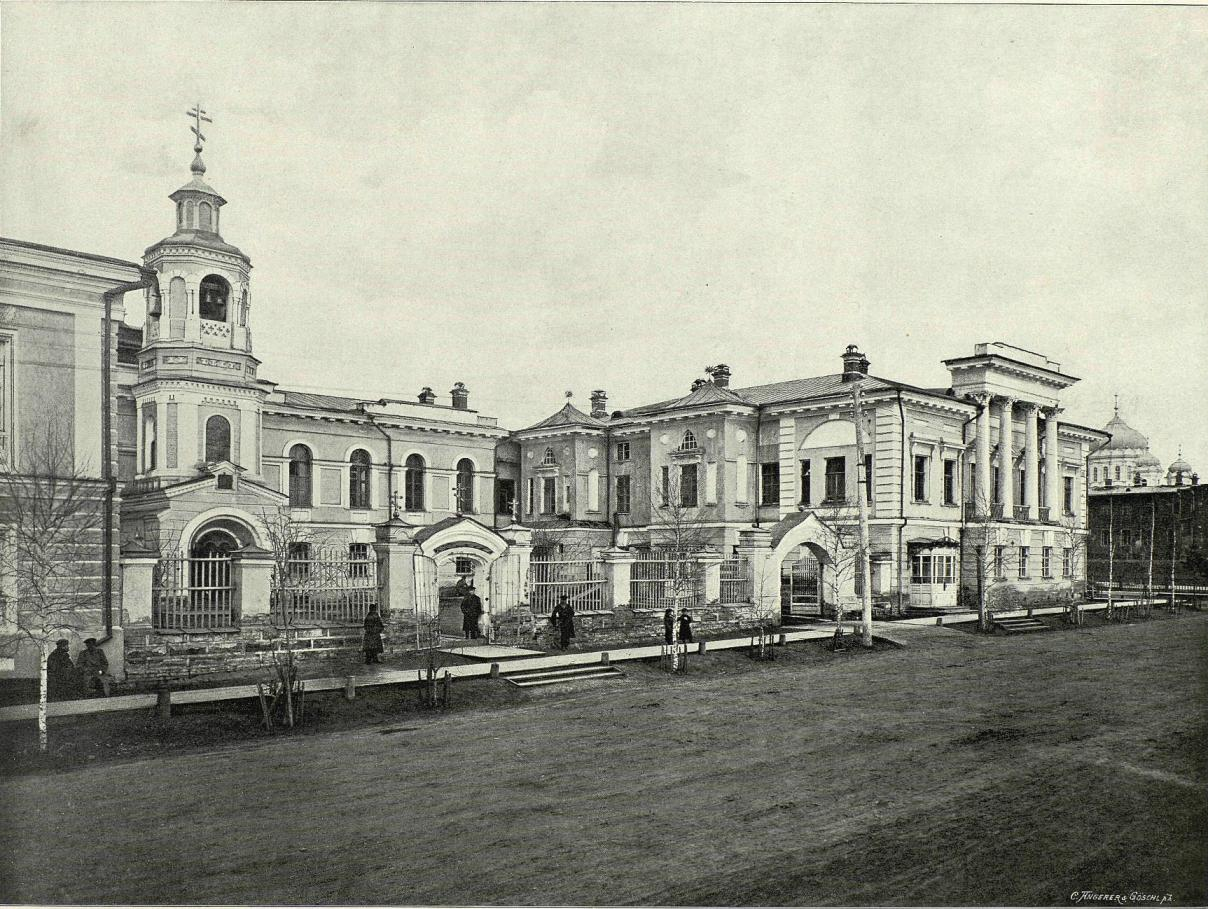
Архієрейський будинок у Томську.

Під час німецько-радянської війни Михайло Крошицький евакуював зібрання галереї через Кавказ і Середню Азію до Томська, де воно зберігалостя у приміщенні архієрейського будинку, що займав Томський краєзначий музей. Після закінчення війни, вже 13 червня 1945 року, ящики з колекцією прибули до Сімферопольської картинної галереї, оскільки будівля Севастопольської галереї повністю згоріла. У звіті галереї від 1 січня 1946 року Крошицький констатував:

| Усього 1236 експонатів, з них «Дореволюційного мистецтва народів СРСР» — 432 (338 — живопис, 3 — скульптура, 71 — графіка, 13 — прикладне, 7 — інші), «Радянського мистецтва» — 66 (40 — живопис, 26 — графіка), «Зарубіжного мистецтва» — 738 (245 — живопис, 9 — скульптура, 343 — графіка, 141 — прикладне). |
А 8 липня 1946 року він затвердив перший акт про придбання в колекцію Севастопольської картинної галереї етюду Архипа Куїнджі «Ніч на Дніпрі». Почалося повоєнне поповнення колекції, що тоді носило в Сімферополі випадковий характер, але помітно збагатило зібрання. Серед покупок були графічні аркуші Михайла Врубеля, Іллі Рєпіна, Миколи Самокиша, скульптури Євгена Лансере, живописні твори західноєвропейських майстрів.
Восени 1956 року врятовану та поповнену колекцію картинної галереї перевезли до Севастополя, надавши приміщення першого поверху у новому будинку на вулиці Марата навпроти Володимирського собору на Центральному міському пагорбі. Урочисте відкриття галереї відбулось 6 листопада. Наступного року керівництво міста вирішило розмістити галерею на проспекті Нахімова, поряд із її довоєнним місцем розташування — у «будинку Гавалова» і 13 квітня 1958 року вона відкрилася на новому місці. Того ж року Михайло Крошицький вийшов на пенсію, а галерею очолив художник Сергій Соколов.
У 1965 році, згідно наказу Міністерста культури УРСР, галарея стала називатися художнім музеєм. До 1974 року повністю відновлений фасад будівлі музею, який значно потерпів у роки війни і відвідування музею розпочалося з центрального входу. У вересні 1985 року всі приміщення підвалу та першого поверху будівлі були повністю передані музею, що дозволило поступово систематизувати та розширити фондосховища, виділити та обладнати реставраційну майстерню, збільшити простір наукової бібліотеки, яка має майже тисячу унікальних книг та журналів і активно поповнюється.
27 листопада 1991 року Кабінет Міністрів України ухвалив рішення про присвоєння музею ім'я Михайла Крошицького.
У 2007 році рішенням Президії Академії мистецтв України музей було нагороджено за творчі здобутки Срібною медаллю. З 2009 року, беручи участь у республіканському конкурсі музеїв Криму, наукові співробітники закладу щороку удостоївалися дипломи різних ступенів у номінаціях «Музейний менеджмент», «Музейна педагогіка», «Музейний сувенір» та двічі отримували Гран-Прі за «Музейну подію року».

## Колекції

### Західноєвропейське мистецтво
Колекція склалася на початку 1920-х років і налічує близько 250 експонатів. Її основу склали твори мистецтва з націоналізованих приватних колекцій Південного узбережжя Криму та літньої імператорської резиденції в Лівадійському палаці, куди у 1911 році було передано з Ермітажу твори італійського живопису ХVI—ХVIII століть. У маєтку князя Лева Голіцина в Новому Світі до революції зберігалися чудові зразки голландських та фламандських майстрів ХVII століття, які згодом поповнили фонди Художнього музею. Також представлені експонати ведуть свою історію зі збірок останнього власника Вишнівецького палацу Павла Демидова, князів Барятинських, Олександра Вітмера.
У відділі італійського мистецтва найстарішим є твір художника венеційської школи Якопо Пальма старшого — «Мадонна з немовлям і святими». Полотно відноситься до початку XVI століття, до періоду Високого Відродження. Італійський живопис XVII століття представлений парними картинами неаполітанського художника Сальватора Рози «Замок на березі затоки» та «Пристань». Вони були придбані для Ермітажу при Катерині II у 1784 році із колекції графа Бодуена як твори Клода Лоррена і тільки 1838 року віднесені до Сальватора Рози. Також до цього періоду відноситься картина Луки Джордано «Свята родина». Парні твори Джузеппе Рекко «На дні морському» відносяться до рідкісного для Італії жанру — натюрморту.
|                                |                          |                |
| «Мадонна з немовлям і святими» | «Замок на березі затоки» | «Свята родина» |

Фламандська школа живопису представлена в музеї багатьма відомими іменами. Серед них полотна: «Натюрморт із смаженою куркою» Осіаса Берта старшого; «Риби на березі» Франса Снейдерса, «Суд Соломона» Франса Франкена III, «Курець» та «Дама з гітарою» Давида Тенірса молодшого.
|                                |                  |                |          |
| «Натюрморт із смаженою куркою» | «Риби на березі» | «Суд Соломона» | «Курець» |

Голландський живопис ХVII століття представлений картинами «Чищення посуду» невідомого автора, «Карасі» Пітера де Пюттера, «Риби й омар» Віллема Ормеи, «Портрет чоловіка у чорному капелюсі» Ніколаса Еліаса, «Біля водопою» Філіпса Воувермана.
|                  |          |               |                                       |                |
| «Чищення посуду» | «Карасі» | «Риби й омар» | «Портрет чоловіка у чорному капелюсі» | «Біля водопою» |

Крім картин колекція містить зразки мейсенської порцеляни та західноєвропейської бронзи.

### Російське і українське мистецтво ХVIII— початку XX століть
Зібрання дореволюційного російського мистецтва відносно невелике, але цінне. Воно не охоплює всі етапи розвитку російського живопису, проте найкращі роботи допомагають зрозуміти найбільш яскраві, характерні явища мистецтва ХVІІІ — початку ХХ століть.
Серед живопису першої половини ХIХ століття найкращими серед є портрети Василя Тропініна «Хлопчик з книжкою», «Портрет Голіцина», «Портрет Кисельової». Серед творів майстрів академічного напряму — картина «Босфор. Вид на Константинополь» Максима Воробйова.
Набагато повніше представлено в музеї російський живопис другої половини ХIХ століття. Більшість зібраних у музеї творів цього часу пов'язано з іменами художників-пересувників. Засновник та ідеолог пересувництва Іван Крамськой представлений трьома портретними роботами, найкраща з яких — «Портрет Варвари Кирилівни Лемох в дитинстві».
Центральною темою творів того часу було життя селян. В музеї експонується етюд Василя Максимова — «Голова селянина». Іларіон Прянішников, який також в основному присвятив свою творчість селянській темі, представлений у музеї ескізом до історичного твору «У 1812 році».
|                     |                                  |                                     |                   |               |
| «Хлопчик з книжкою» | «Босфор. Вид на Константинополь» | «Портрет Варвари Лемох в дитинстві» | «Голова селянина» | «У 1812 році» |

Володимир Маковський представлений у музеї різними творами: «Хресна хода на селі», «Півчі на криласі», «Базар», «Білорусь». Визначним зразком російської реалістичної картини кінця ХІХ століття є полотно Миколи Касаткіна «У коридорі окружного суду», яке з успіхом було показане на Всесвітній виставці в Парижі у 1900 році та удостоєне срібної медалі. 
Демократична лінія російського мистецтва другої половини ХІХ століття знайшла свій вираз у творах пейзажного живопису, представленого в музеї іменами Івана Шишкіна («Сосна»), Федора Васильєва, Василя Полєнова («Берег моря», «Ставок», «Античний пейзаж»), Ісаака Левітана («Строкате поле»), Аполлінарія Васнєцова («Кримський вид»), Івана Ендогурова («Дощ») та інших.
|                    |                             |         |          |
| «Півчі на криласі» | «У коридорі окружного суду» | «Сосна» | «Ставок» |

|                   |                 |                 |       |
| «Античний пейзаж» | «Строкате поле» | «Кримський вид» | «Дощ» |

Баталіст Василь Верещагін представлений твором «Японка», написаним 1903 року, під час тримісячної подорожі Японією. В колекції також етюди Михайла Нестерова («Дівчина в чорному сарафані») та Валентина Сєрова («Хлопчик-натурщик»).
Твори початку XX століття належать художникам Абраму Архіпову («На березі річки»), Миколі Хімони («Фінляндія»), Костянтину Богаєвському («Південна країна») та Костянтину Коровіну («На березі Чорного моря», «Астри і помідори»), Степану Колесникову («Місячна ніч»), Костянтину Горбатову («Відлига»), Олексію Степанову («Село взику»), Станіславу Жуковському («Інтер'єр»),
|          |                              |                    |                   |             |
| «Японка» | «Дівчина в чорному сарафані» | «Хлопчик-натурщик» | «На березі річки» | «Фінляндія» |

|                   |                          |                    |           |              |
| «Південна країна» | «На березі Чорного моря» | «Астри і помідори» | «Відлига» | «Село взику» |

Значне місце у зібранні творів того часу займабють роботи українських художників: Івана Айвазовського («Вид Боспору», «Місячна ніч»), Володимира Орловського («Вечір»), Сергія Васильківського («На полюванні»), Архипа Куїнджі, Петра Левченка.
|                 |         |               |               |                |
| «Ніч на Дніпрі» | «Вечір» | «Вид Босфору» | «Місячна ніч» | «На полюванні» |

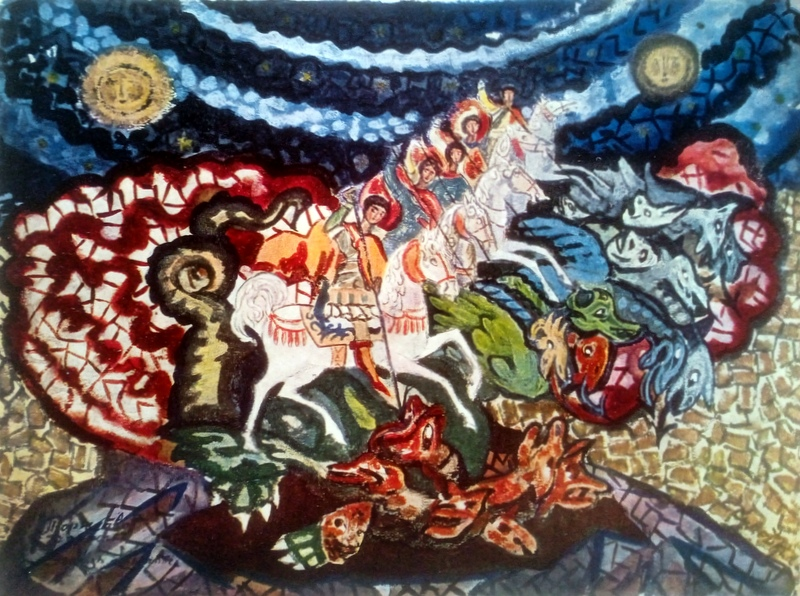
Ескіз завіси до вистави «Торжество держави».

Характеристику цього періоду доповнюють ескізи декорацій, виконані Борисом Кустодієвим, Сергієм Судейкіним (ескіз завіси до вистави «Торжество держави»), Костянтином Коровіним.

### Радянське мистецтво
Твори живопису, графіки, скульптури та декоративно-ужиткового мистецтва XX і XXI століть становлять дві треті колекції музею. Це роботи:
- знаменитих російських художників, чия творчість сформувалося до Жовтневої революції: Олександра Купріна («Пейзаж з місяцем», «Натюрморт зі скляною банкою, квітами та фруктами», «Бахчисарай. Провулок»), Петра Кончаловського («Яблука»), Кузьми Петрова-Водкіна («Натюрморт на зеленому тлі»), Ігоря Грабаря («Ставок в Узькому», «Зимовий ранок», «Куточок зникаючої Москви», «Волошки. Червень»), Костянтина Юона («Інтер'єр», «Свято кооперації на селі»), Ісаака Бродського («Перед дощем», «Зима»), Вітольда Бялиніцького-Бірулі («Березень», «Зазеленіли байраки»), Василя Бакшеєва («Зима»), Якова Мінченкова («Осінній день», «Етюд зі сніговими горами»), Костянтина Богаєвського («Кримський пейзаж з групою дерев»);
- картини радянських митців: Миколи Терпсихорова («Вороги колективізації»), Олександра Дейнеки («Гідроплани»), Георгія Ниського («Тихо», «Морський вид. Севастополь. Артилерійська бухта»), Катерини Зернової («Вогняний натюрморт»), Федора Модорова («Партизан» — портрет Миная Шмирьова), Михайла Крошицького («Мертвий зиб»), Володимира Стожарова («Псков. Кремль»);
- твори українських живописців: Василя Касіяна, Івана Кавалерідзе,  Тетяни Яблонської («Вірменська колгоспниця», «Молода мати», «Скоро літо»), Ольги Кашшай, Миколи Глущенка («Рожева весна», «Рожеві далі»), Йосипа Бокшая, Петра Сулименка («Відпочинок докерів. Рангун»), Миколи Самокиша («Козачий роз'їзд в горах»), Бориса Рапопорта («Весняний вечір»), Володимира Путейка («На мирній землі»), Миколи Стороженка («Берізка») та інших.

|               |        |                           |                            |            |
| «Перед дощем» | «Зима» | «Козачий роз'їзд в горах» | «Натюрморт на зеленому тлі | «Інтер'єр» |

Широке відображення у радянському мистецтві знайшла тема німецько-радянської війни. Їй присвячені картини Віктора Пузиркова «Чорноморці», Геннадія Небожатко «Портрет Радика Руднєва», Віктора Толочка «Партизани», Сергія Базілєва «Пішов воювати».
У колекції музею присутні також графічні та живописні етюди фронтового художника, учасника оборони та звільнення Севастополя Костянтина Дорохова. Серед них — ліричні пейзажі, написані олією на картоні «Поблизу Пам'ятника затопленим кораблям», «На Чорному морі. Севастополь», «Портрети» кораблів: «Севастополь. Крейсер „Харків“ у Кілен-бухті», «База підводних човнів „Волга“» та інші, а також виразні портрети героїв оборони Севастополя: «Капітан П. М. Волков», «Пахомов І. І. — командир артилерійського дивізіону крейсера „Молотов“».
Багате зібрання музею і роботами кримських художників: Якова Басова (акварелі із серії «Севастополь»: «Севастополь. На Приморському бульварі», «Севастополь. Березень», «Севастополь. Серпень. Місток») та
Федора Захарова (натюрморт «Червоні троянди», «Зима. Похмурий день»);
Серед севастопольських авторів: Май Чухланцев («Діт, що заростає маками», «Артбухта. Набережна Корнілова»), Геннадій Брусенцов («Листопадовий Севастополь»), Геннадій Ареф'єв («Блакитний ранок. Севастополь»), Михайло Кобиленков («Севастополь. Набережна Артилерійської бухти»), Наталія Василенко («Вечірній Севастополь»), Зиновій Філіппов («Балаклава»), Володимир Проценко («У сутінках»), Микола Шеметов («Теплий сніг»), Варвара Грищенко («Півники»).

### Сучасне мистецтво
У зібранні музею присутні твори сучасних майстрів, які відтворили у своїх картинах образ сонячного, романтичного міста біля моря. Це полотна «Італійський дворик у Херсонесі» Олександра Ольхова, «Човни в яхт-клубі» Миколи Дудченка, «Весна. Аполлонівка» Ігоря Шипіліна, «Храм дванадцяти апостолів» Олени Молчанової та інші.

## Виноски
1. ↑  з 2018 року будівля на реконструкції і експозиція знаходиться на 2-му поверсі кінотеатру «Москва» на проспекті Генерала Острякова, № 70
2. ↑  Семен Христофорович Гавалов — купець, почесний громадянин Севастополя[2].
3. ↑  Чотириповерховий прибутковий будинок збудований у 1899 році в стилі французького ренесансу[3].